# エルム街の悪夢2 フレディの復讐
『エルム街の悪夢2 フレディの復讐』（エルムがいのあくむツー フレディのふくしゅう、A Nightmare on Elm Street 2: Freddy's Revenge）は、1985年のアメリカ映画。

## 概要
かつて子供たちが多数殺されるという惨劇を起こした殺人鬼フレディが裁判で無罪になった事に怒った大人達は、フレディをボイラー室に連れ込み、集団リンチして殺した。しかし、その怨念がフレディを蘇らせ、再び現世でかつての復讐を始めるという物語。
シリーズ通して人間の主役は女性であったが、今作のみヒロインはあくまでサポートの立場になり、男性が主役となっている。空き家になっていたナンシーの家にウォルシュ一家が引っ越してきたため、再び物語の惨劇の舞台となった。

## ストーリー
ジェシーは引っ越してきて以来毎日のように、スクールバスの運転手が爪の男になって襲ってくるという悪夢にうなされていた。ある日、ジェシーは押し入れからその家の前の住人であるナンシーが書いた日記を発見し、彼女もまた自分と同じように、フレディという怪人に襲われる悪夢に悩まされ、そして戦ったことを知る。フレディは、ジェシーの体を乗っ取ろうと襲ってくる。

## キャスト
フレディ・クルーガー
演 - ロバート・イングランド
ジェシーの夢の中に出現する殺人鬼。
眠りに落ちた者を夢の中で襲う前作とは異なり、本作では眠りに落ちたジェシーの肉体を乗っ取り現実世界でも殺戮を行う（その際の鉤爪は右手の指から直接生えている）。また現実世界でも夢の中と同じように超能力を行使でき、ジェシーが完全に目覚めている間ですら幾つもの不吉な超常現象を引き起こした。
ジェシー・ウォルシュ
演 - マーク・パットン
ウォルシュ家の長男で、今作の主人公。ナンシーの日記を発見し、フレディの存在を知る。フレディに体を乗っ取られる。
リサ・ウェッバー
演 - キム・マイヤーズ
ジェシーの親友で、今作のヒロイン。ジェシーの体を乗っ取ったフレディと対決する。
ロン・グラディ
演 - ロバート・ラスラー
ジェシーの親友。ジェシーの体からフレディが現れた直後殺害される。
ケン・ウォルシュ
演 - クルー・ギャラガー
ジェシーの父親。ジェシーに母親とナンシーの真実を語る。
シュナイダー
演 - マーシャル・ベル
ジェシーとグラディが通ってる学校のコーチ。パブで飲酒しようとしたジェシーを捕まえ、その罰として体育館を走らせるが、シャワールームでジェシーと入れ替わったフレディに殺害される。

## スタッフ
- 監督：ジャック・ショルダー
- 衣装：ゲイル・ヴィオラ
- 制作補：サラ・リッシャー
- 字幕：古田由紀子

## 評価
映画は614館の劇場で公開され、初週末に330万ドルを稼いだ。 製作費300万ドルに対して興行収入は約3000万ドルと成功し、第一作目『エルム街の悪夢』を上回った。
一方で、原作者のウェス・クレイヴンは「主人公がフレディに乗っ取られるストーリーは、主人公と視聴者の一体感を阻害している」「フレディを現実世界に寄こし過ぎたせいで、彼の威厳が失われる状況へと追い込んだ」「若者たちに囲まれプールサイドを走り回るフレディの姿はバカバカしい」と否定的なコメントを寄せており、続編ではシリーズに終止符を打つつもりで脚本として参加している。
レビュー・アグリゲーターのRotten Tomatoesでは31件のレビューで支持率は42%、平均点は5.10/10となった。Metacriticでは6件のレビューを基に加重平均値が43/100となった。